# Civilização egeia
Civilização egeia é um termo geral aplicado para as civilizações da idade do bronze da Grécia ao redor do mar Egeu. Há de fatos quatro civilizações distintas, que se comunicaram e interagiram-se a partir de suas regiões geográficas: Creta, Cíclades, Grécia continental e Costa anatólica. Creta é associada com a Civilização Minoica pré idade do bronze. As Cíclades convergem com o continente grego durante o início do Civilização Heládica e com Creta no período Minoico Médio. A partir de 1450 a.C. (Heládico Superior, Minoano Superior), a Civilização micênica (heládico superior) se espalha para Creta.

## Periodização
| 3100/3000 – 2650 a.C.      | Grota-Pelos                  | Eutresis                      | Minoico Inferior I (MII)                                                       | Troia I              |
| 2650 - 2450/2400 a.C.      | Ceros-Siros                  | Korakou                       | Minoico Inferior II (MIII)                                                     | Troia II             |
| 2450/2400 - 2000/2150 a.C. | Kastri                       | Korakou, Lefkandi I e Tirinto | Minoico Inferior II (MIII)                                                     | Troia II e Troia III |
| 2050/2000 - 1900/1850 a.C. | Filácopi                     | Heládico Médio I (HMI)        | Minoano Médio IA - B (MMIA - MMIB)                                             | Troia IV e Troia V   |
| 1900/1850 - 1700 a.C.      | Influência creto-continental | Heládico Médio II (HMII)      | Minoano Médio IIA - B (MMIIA - MMIIB) - Minoano Médio IIIA-B (MMIIIA - MMIIIB) | -                    |
| 1700 - 1675 a.C.           | Influência creto-continental | Heládico Médio III (HMIII)    | Minoano Médio IIIA-B (MMIIIA - MMIIIB)                                         | -                    |
| 1675 - 1500 a.C.           | Influência minoica           | Heládico Superior I (HSI)     | Minoano Superior IA - IB (MSIA - MSIB)                                         | -                    |
| 1500 - 1450 a.C.           | Influência minoica           | Heládico Superior II (HSII)   | Minoano Superior II (MSII)                                                     | -                    |
| 1450 - 1100 a.C.           | Influência micênica          | Heládico Superior III (HSIII) | Minoano Superior IIIA, IIIB e IIIC (MSIIIA, MSIIIB, MSIIIC)                    | Troia VI - Troia VII |

## Cíclades

### Cultura Grota-Pelos

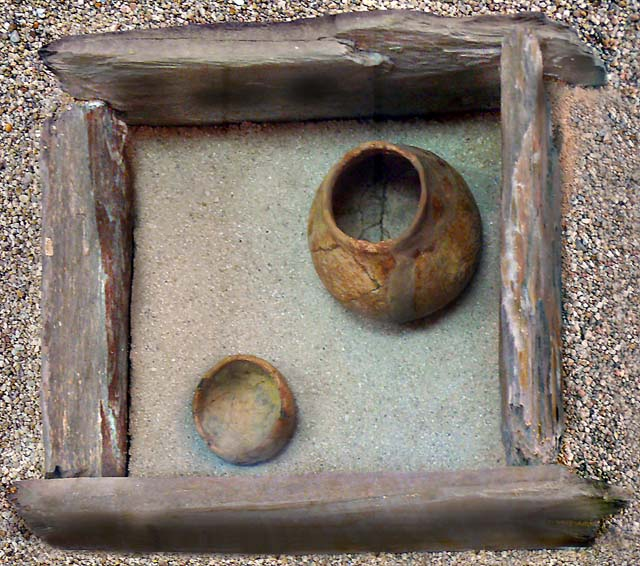
Reconstrução de uma tumba de cista.

A cultura Grota-Pelos foi a primeira cultura atestada nas Cíclades. Desenvolveu-se entre 3100/3000 – 2650 a.C. Esta cultura produziu os assentamentos Filácopi (Melos) e Grota (Pelos).
Os edifícios desta cultura eram retangulares, com uma ou duas salas com paredes de pedra e argila. Os assentamentos foram pequenos povoados agrícolas. Os cemitérios da cultura são compostos por agrupamentos de até cinquenta cistas. Estes grupos de túmulos representam grupos de parentesco de pequeno porte, na maioria dos casos, provavelmente, não mais que os membros de uma única família, durante um período de cerca de 2 a 6 gerações. As inumações simples são comuns, no entanto, foram atestadas inumações múltiplas. Os corpos são enterrados contraídos, geralmente deitados para o lado direito.

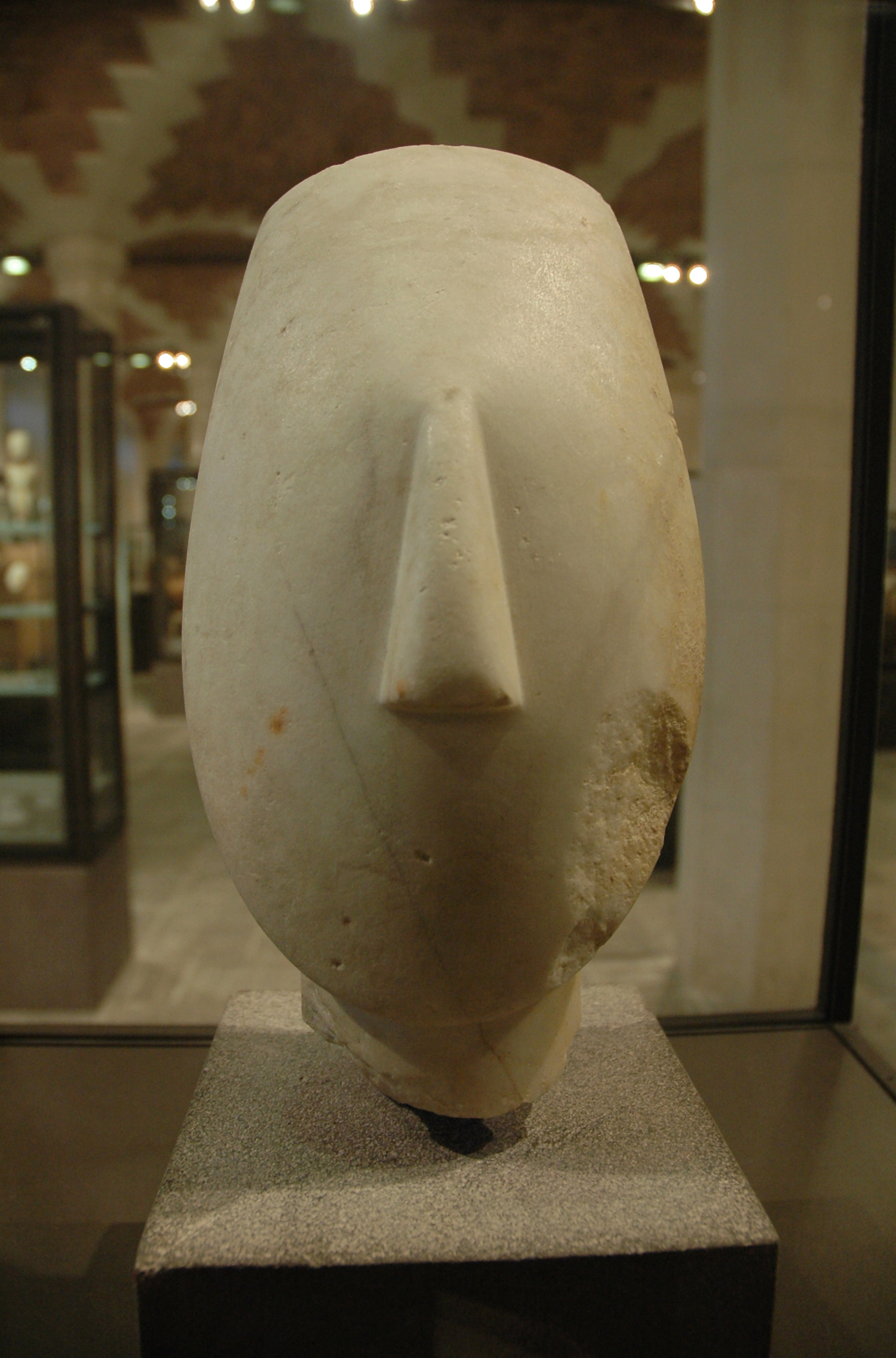
Figura cicládica em mármore da Cultura Ceros-Siros.

A cerâmica era escura e polida. As formas típicas eram tigelas com bordas enroladas e furadas horizontalmente, frigideiras (lateral reta decorada com uma ou mais linhas incisas enquadrando espirais; retangular com alça transversal; parte circular principal decorada com incisões em espiral em torno de uma estrela central), e píxides (vasos) cilíndricos.
É grande a presença de vasos e estatuetas de mármore. Os tipos mais comuns de vasos são tigelas rasas, copos planos e frascos com pé. As estatuetas dividem-se em três tipos característicos: tipo Plastiras: as orelhas e rótulas são proeminentes e as mãos permanecem sobre o estomago e os braços não são dobrados; tipo Louros: braços curtos e fortes estendidos horizontalmente ao nível do ombro; tipo Esquemático: seixos ovoides ou elípticos, com forma de violino, haste como pescoço e sem cabeça reconhecível.
Foram encontrados alguns fios de cobre, quatro furadores quadrangulares e um colar de contas de prata.

### Cultura Ceros-Siros

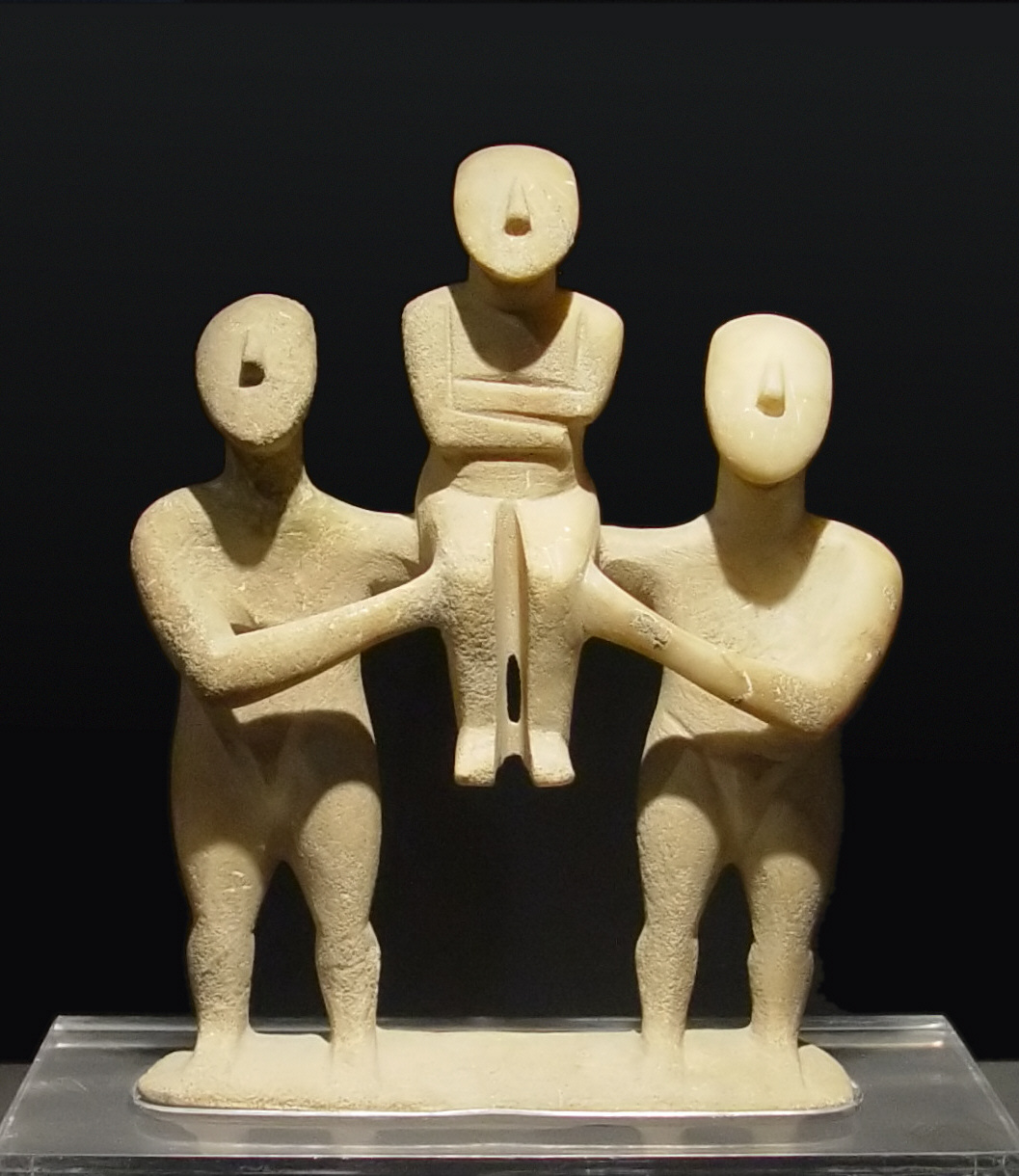
Três figuras

O período é caracterizado por uma grande quantidade de sítios pequenos e de curta duração. Cada sítio parece possuir um cemitério extramural. Os edifícios escavados foram construídos com alvenaria pura e possuem dois andares. Também foram evidenciados (em Delos) edifícios menores organizados em quartos com os cantos arredondados. Alguns edifícios foram construídos fora dos muros das fortificações.
Os túmulos foram semelhantes aos da cultura Grota-Pelos, no entanto, foram maiores. As tumbas são planas e variam de circulares para retangulares. Todas são construídas inteiramente na pedra e possuem uma entrada falsa de um dos lados. Os túmulos são fechados com grandes tampos. A maioria dos túmulos eram pobres. Em Amorgos foram encontradas armas nas sepulturas. Os mortos foram enterrados de forma contraída, geralmente para o lado esquerdo. Há preferência pela inumação simples, no entanto, inumações múltiplas foram atestadas.

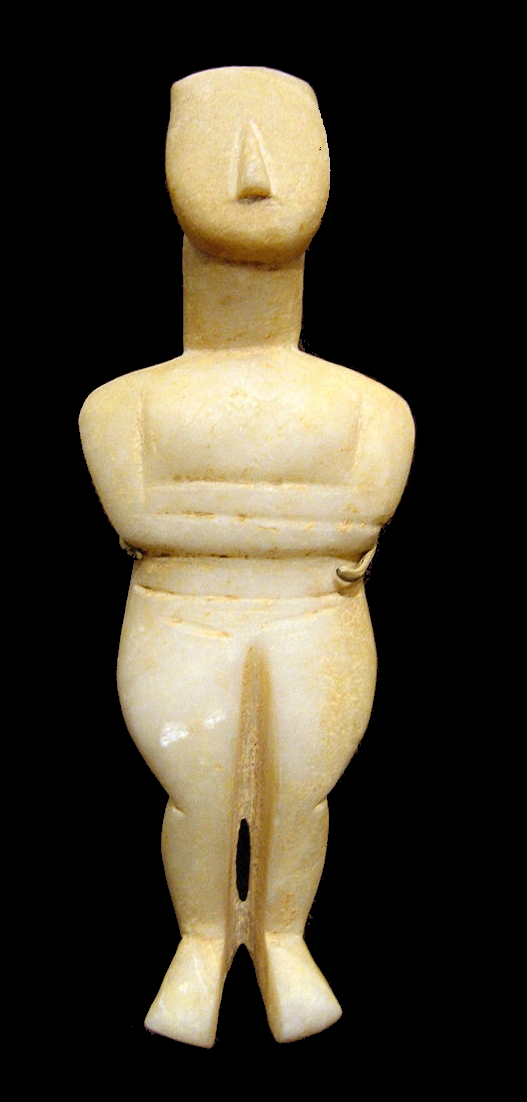
Figura feminina.

A cerâmica e a escultura foram inspiradas e desenvolvidas a partir de culturas adjacentes.
Existem três tipos de cerâmica: Cerâmica de padrão pintado: cerâmica pintada em estilo preto e branco com ornamentos geométricos. As formas comuns são a molheira, a jarra de bico, o pixis e a xícara com pé; Cerâmica solidamente pintada: as formas típicas são molheiras e pequenas xícaras com pires; Cerâmica estampada e/ou incisa com preto e polida: cerâmica com ornamentos mais curvilíneos produzidos por carimbos circulares concêntricos, espirais e triangulares. As formas comuns são as jarras com pé, pixis globulares, e as frigideiras do tipo "Siros" (não decorada com lado côncavo; com alça dupla; decoração na parte principal com carimbos circulares concêntricos ou espirais, muitas vezes acompanhados por incisões de barcos e genitálias femininas). Vasos zoomórficos são atestados.

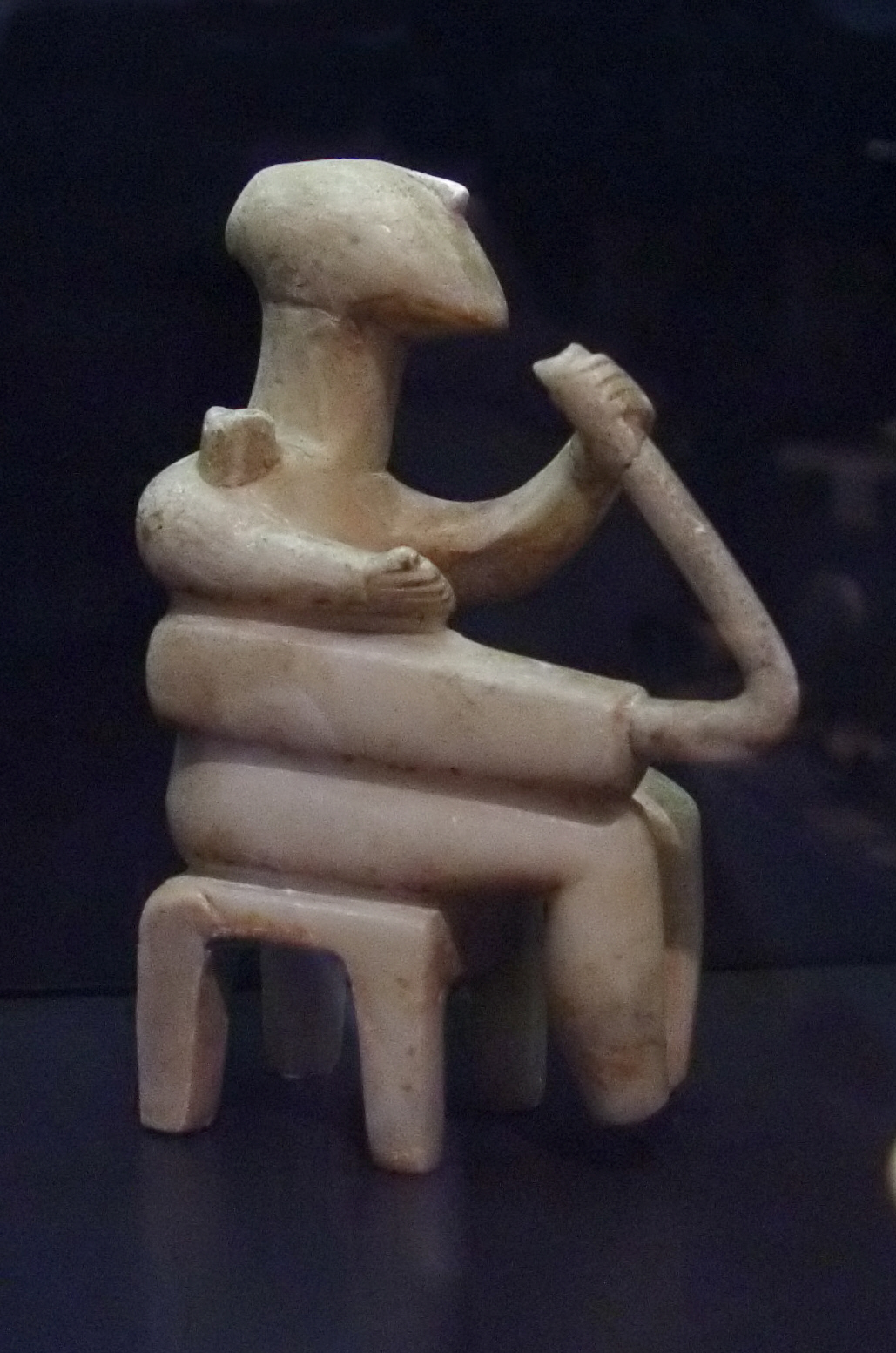
Tocador de harpa.

Figurinhas com os braços dobrados aparecem pela primeira vez. Também foram encontrados harpistas masculinos sentados, jogadores masculinos de pé com tubos, mulheres sentadas em cadeiras ou bancos, um homem sentado em um banco com um copo levantado, guerreiros vestindo um cinturão de couro sobre seus ombros e, por vezes, segurando um punhal e alguns tipos anômalos.
Também foram produzidos vasos de pedra (xícaras com pé, etc.) e poucos vasos em forma de quadrúpedes ou aves. Mármore branco e mármore cinza-azulado foram usados para a confecção de frigideiras ou molheiras. Jadaíta polida foi a matéria-prima para xícaras em miniatura. A chamada xisto clorito era usada em vasos decorados com motivos em relevo baixo, com espirais ou padrões de incisão, como espinhas de peixe e triângulos. Tais vasos assumiam a forma de pequenas caixas com tampa e píxides que imitam edifícios de vários tipos.
Pinças, punhais, enxós, formões de anzóis foram produzidos com metais. Chumbo, cobre e prata foram os metais utilizados como matéria-prima.

### Grupo Kastri

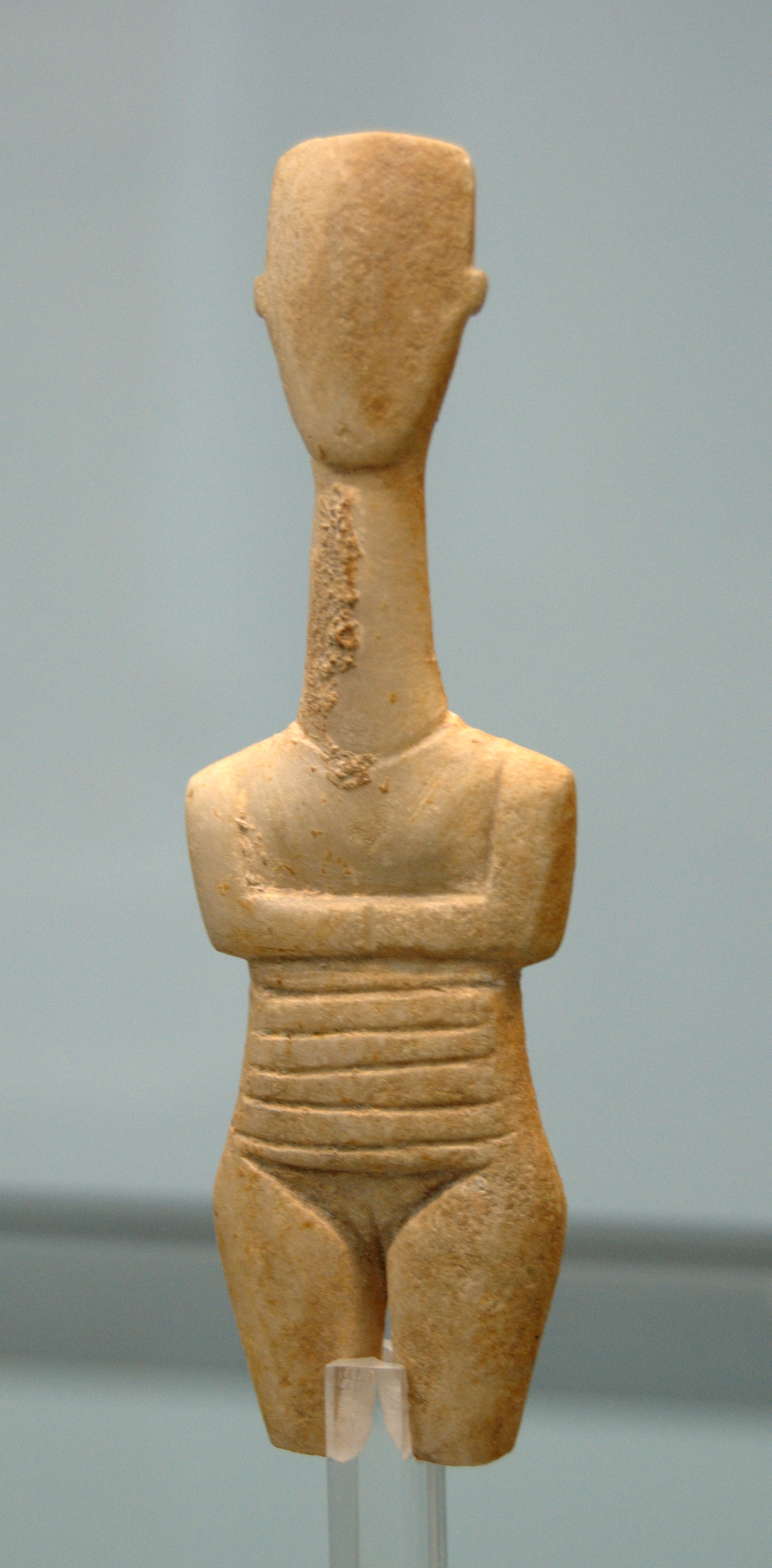
figurinha feminina.

O Grupo Kastri foi uma cultura que se desenvolveu entre 2450/2400 – 2200/2150 a.C. nos sítios Kastri em Siros, Panormos em Naxos, Monte Kynthos em Delos e Ayia Irini em Keos.
O sítio de Kastri localiza-se em uma colina íngreme e é formado por dois muros e aglomerados de pequenas salas divididas por ruelas estreitas. O primeiro muro é composto por blocos de porte pequeno e médio e seis baluartes ocos, sendo que um dos baluartes era utilizado como entrada do sítio. O segundo muro tinha função de parapeito. O cemitério local está localizado em um vale próximo e suas tumbas são de estilo semelhante as da cultura anterior.
A cerâmica é caracterizada por superfícies vermelha brilhante polida, preta, e marrom-amarelada. As formas comuns da cerâmica são canecas com cabo, copos tratados (copos cilíndricos muito altos, decorados com duas alças verticais), pratos e taças rasas com jantes amplas e encurvadas situadas abaixo da borda. Píxides globulares foram produzidos de cor preta e polidos e foram, normalmente, decorados com plástico retilíneo e ornamentos incisos imitando as cordas da cestaria. Também foram encontrados jarros pretos polidos e decorados com grupos de incisões em linhas verticais, bules com decoração plástica e incisões e xícaras com pés decorados com o efeito claro e escuro. As primeiras cerâmicas feitas em rodas são evidenciadas.
O emprego de estanho, bronze e prata são evidenciados nos sítios desta cultura, especialmente Kastri. Um diadema de prata encontrado em Castri é considerado como um sinal de hierarquia.

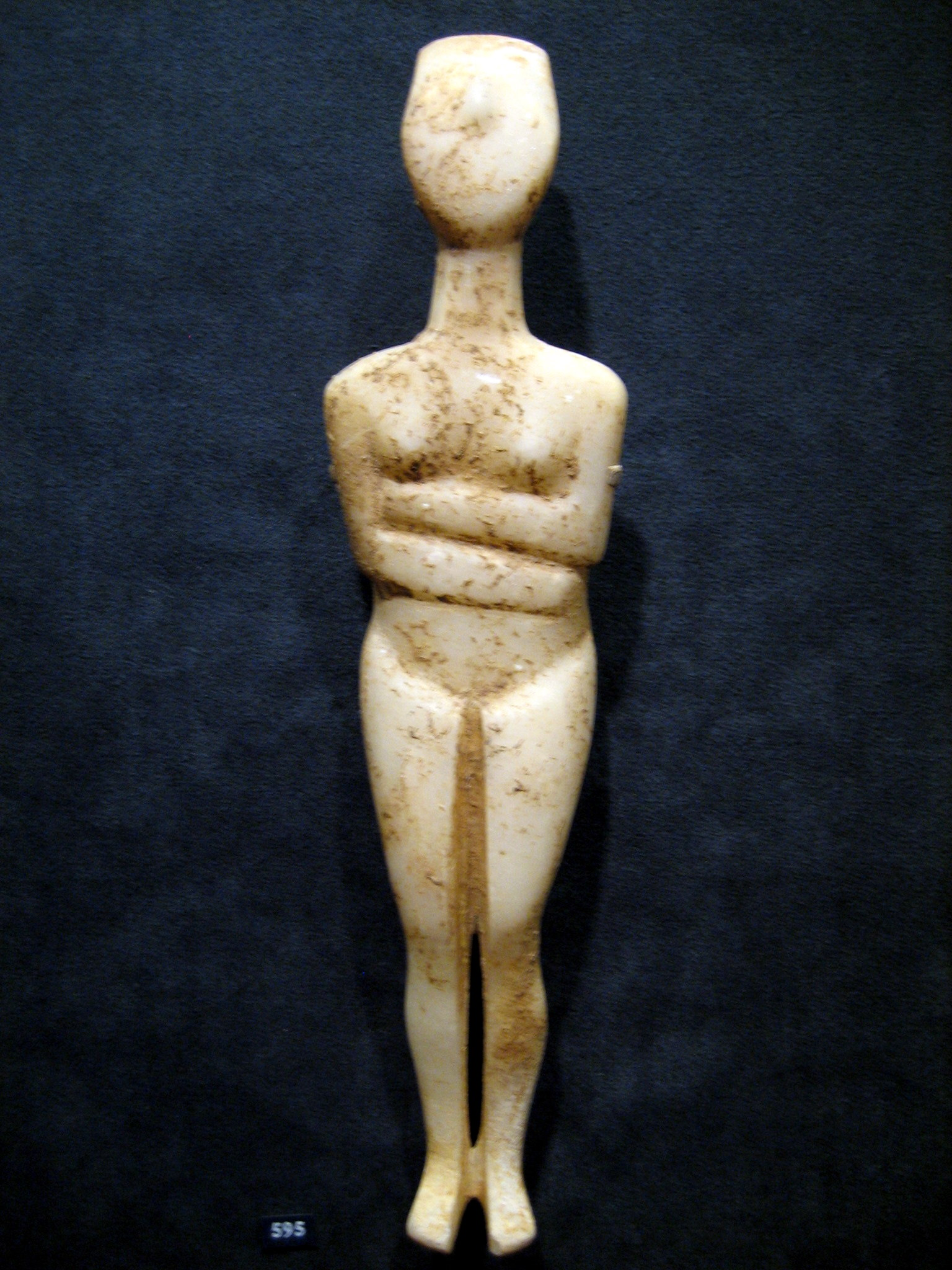
figurinha feminina.

### Cultura Filácopi
A cultura Filácopi é a fase final da Civilização Cicládica. Esta cultura é, cronologicamente, próxima da idade do bronze médio do continente e de Creta.
Assentamentos grandes e bem organizados começam a surgir. A preferência por sítios a beira mar foi alterada em detrimento de sítios fortificados no interior das ilhas, possivelmente por causa de práticas piratas no arquipélago. Os túmulos da Cultura Filácopi são câmaras nas rochas que foram utilizados durante toda a idade do bronze média.
Houve dois tipos principais de cerâmica: cerâmica incisa: as formas comuns são vasos escuro-polidos em forma de patos, pixides cônicos truncados, tampos e jarros; cerâmica pintada: é caracterizada por padrões retilíneos em um esquema de claro e escuro. As formas principais são taças carenadas, potes de bico, cérnos e copos com alça.

## Creta
A mais antiga evidência de habitantes em Creta são pré-cerâmicas do neolítico de restos de comunidades agrícolas datadas de aproximadamente 7000 a.C. Um estudo comparativo de haplogrupos de DNA de cretenses masculinos modernos mostrou que um grupo masculino fundador da Anatólia ou do Levante, é compartilhado com os gregos.
Os primeiros habitantes da ilha viviam em grutas e, ao longo do tempo, começaram a erigir pequenas aldeias. Ao longo do neolítico inicia-se a construção de edifícios com pedra. Nas costas, havia cabanas de pescadores, enquanto a fértil planície Mesara foi usada para agricultura. O povo cultivava trigo, lentilhas e criava bois e cabras.
Utensílios e armas eram fabricados com ossos, chifres, obsidiana, hematita, grés, calcário e serpentina. O uso de obsidiana prova contato comercial com as Cíclades (obsidiana provêm de Melos).

### Minoano Antigo

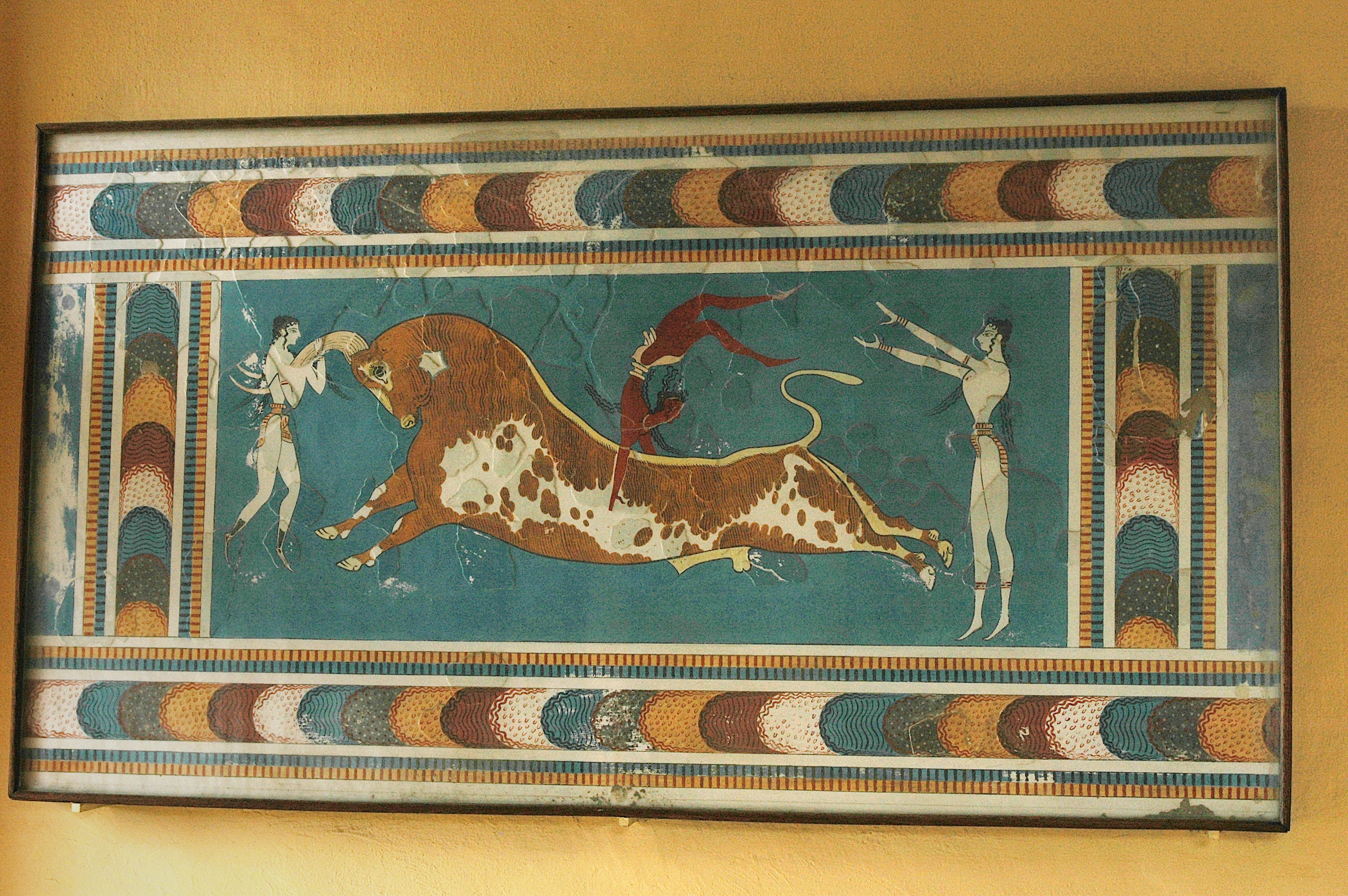
Aferesco do Toureador.

A introdução do cobre e seu uso para ferramentas e armas, marca o fim do neolítico em Creta. A Idade do Bronze em Creta começou em 2700 a.C. A tese de Arthur Evans de que a introdução de metais em Creta é devido a imigrantes do Egito agora é passado. Outras teorias argumentam em favor da instalação de colônias no norte da África e na Ásia Menor, no entanto, os dados arqueológicos não suportam estas hipóteses, nem mesmo os dados antropológicos não suportam a chegada de novas populações naquela época. A teoria atual é a favor de que a região do mar Egeu inteiro estava naquela época habitada por um povo chamado de pré-helênico ou egeano. O Egito parece estar muito longe de exercer uma grande influência naquela época. Pelo contrário, a Anatólia foi quem desempenhou um papel convincente no início da arte dos metais em Creta. A disseminação do uso do bronze no mar Egeu está ligada a grandes movimentos populacionais na costa da Ásia Menor para Creta, Cíclades e o sul da Grécia. Essas regiões estavam entrando em uma fase de desenvolvimento social e cultural, marcado principalmente pela expansão das relações comerciais com a Ásia Menor e Chipre. No entanto, a civilização neolítica continuou especialmente na primeira parte do período. Assim podemos ver, especialmente, as mudanças mais em termos de organização, melhoria das condições de vida e em termos de tecnologia.

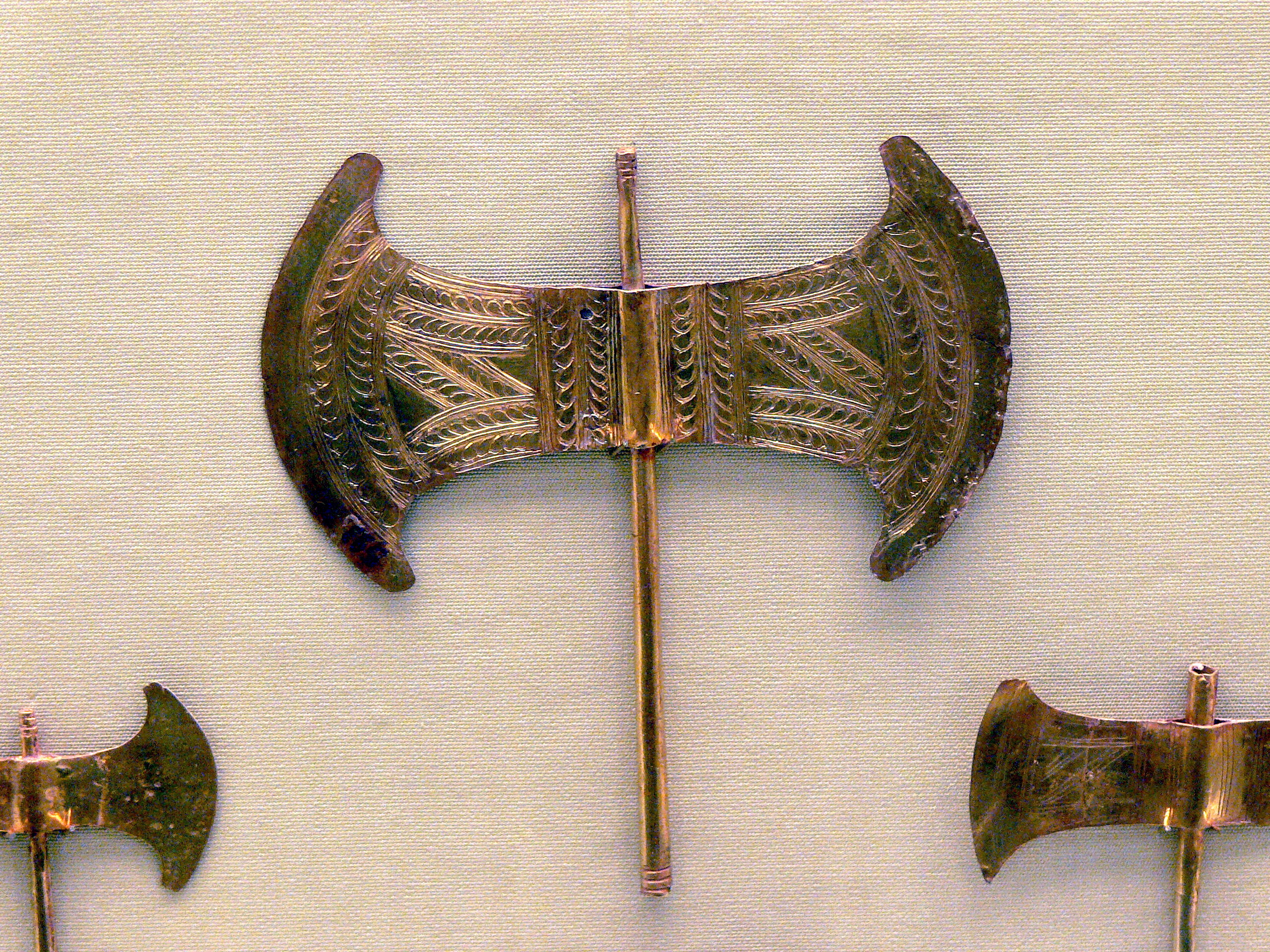
Um lábris minoano ornamentado de ouro

A partir deste momento, Creta viveu a transição de uma economia puramente agrícola para uma mais evoluída, o resultado do comércio marítimo com outras regiões do Egeu e do Mediterrâneo Ocidental. Com sua frota marinha, Creta ocupa um lugar de destaque no Mar Egeu. A utilização de metais aumenta a transação com os países produtores: os cretenses procuravam cobre do Chipre, ouro do Egito, prata e obsidiana das Cíclades. Os portos estavam crescendo para grandes centros sob influência do aumento das atividades comerciais com a Ásia Menor. A importância do mesmo para Creta explica a preponderância da parte oriental da ilha. Centros na parte oriental da ilha (Vasiliki e Mália) começam a notabilizar-se. Sua influência espalha-se pelo resto da ilha dando origem a novos centros, entre eles Amnisos, Cnossos e Festo. Os centros de Cnossos, Festo e Calatina são ligados por uma estrada erigida ao longo da ilha. Parece que a partir do minoano antigo, aldeias e pequenas cidades tornaram-se abundantes e as fazendas isoladas são raras.
No final do III milênio a.C., várias localidades na ilha desenvolveram-se em centros de comércio e trabalho manual, devido a introdução do torno na cerâmica e na metalurgia de bronze, a qual se acrescenta um aumento da população (densamente povoada), especialmente no centro-oeste. Além disso, o estanho da Espanha e Gália, assim como a chegada na Cornualha da Sicília e do Mar Adriático e o comércio com estas regiões, começaram a frear o comércio oriental.

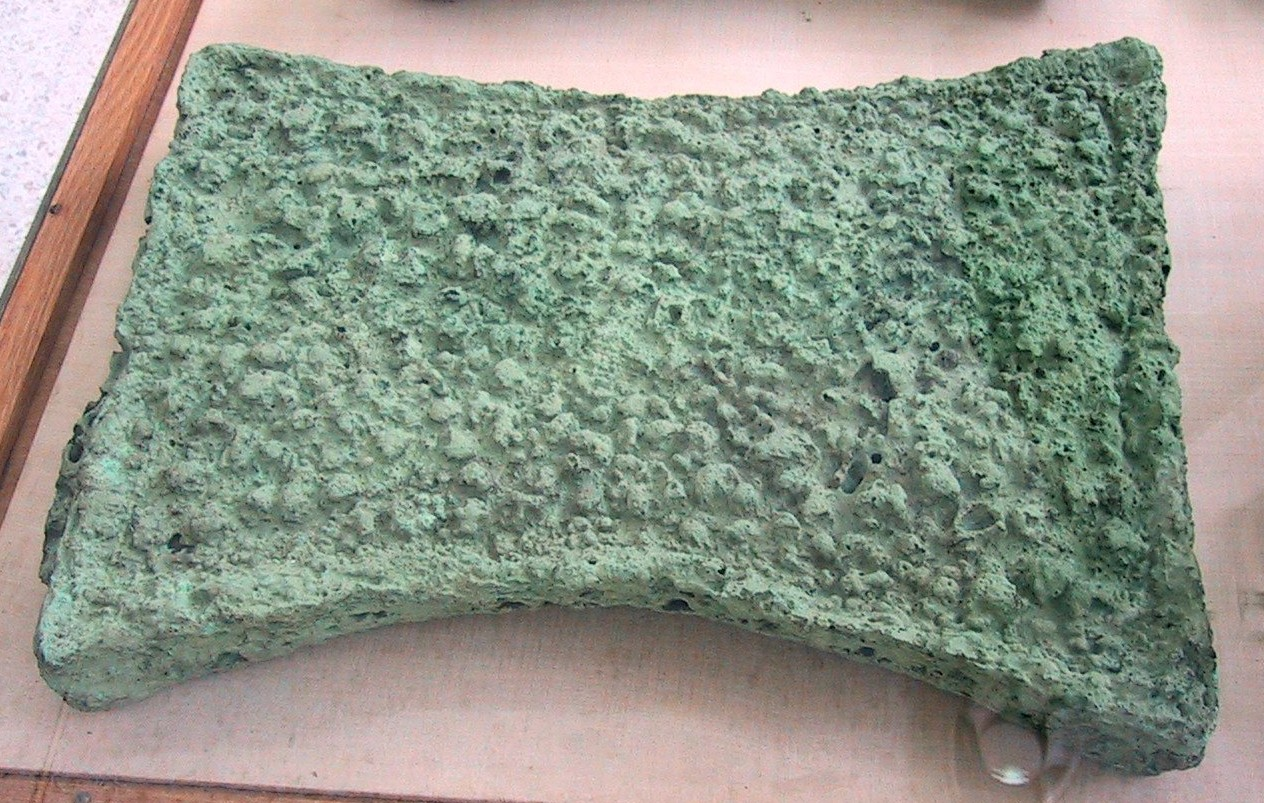
Lingote de cobre minoico

No âmbito da agricultura, é conhecido através das escavações que quase todas as espécies conhecidas de cereais e leguminosas são cultivados e todos os produtos agrícolas ainda hoje conhecidos como o vinho, uvas, óleo, azeitonas, já ocorriam nessa época. O uso da tração animal na agricultura é introduzida,
As habitações mais características do período são encontradas em Vasiliki e em Mirtos de Ierápetra. Foram encontradas necrópoles em Arjanes, Crysólaco, Mália, Palaécastron e Zakros. Túmulos abobados, conhecidos como tolo, são encontrados principalmente no sul da ilha, especialmente no Planalto Messara, onde 75 (sendo 95 ao todo) túmulos deste tipo foram detectados.
Da Idade do Bronze Inferior (3500 a.C. a 2500 a.C.), a Civilização Minoica em Creta mostrou uma promessa de grandeza.

### Minoano Médio

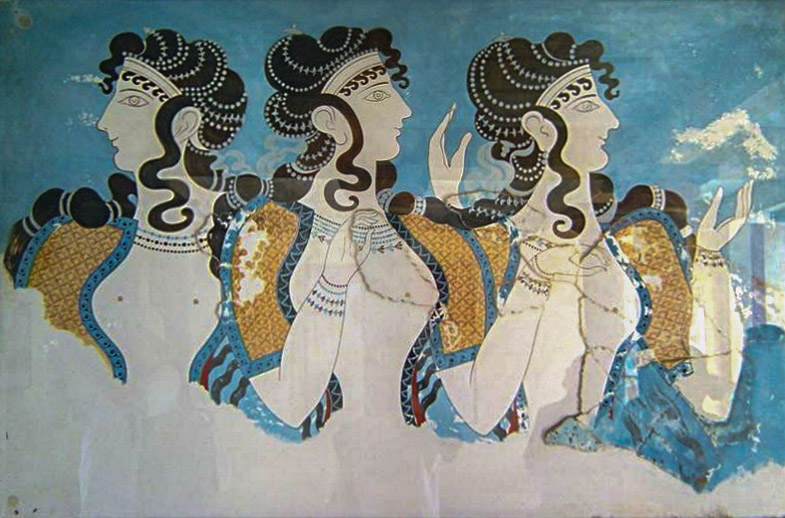
Afresco mostrando três mulheres que foram possivelmente rainhas.

Em torno de 2000 a.C. foram construídos os primeiros palácios minoicos. Estes edifícios são a principal mudança do minoano médio. Como resultado da fundação dos palácios, houve a concentração de poder em alguns centros, impulsionando tanto acontecimentos externos, como o desenvolvimento econômico e social.
Os primeiros palácios são Cnossos, Festo e Mália e estão localizados nas planícies mais férteis da ilha, permitindo que seus proprietários acumulassem riquezas, especialmente agrícolas, como evidenciados pelos grandes armazéns para produtos agrícolas encontrados nos palácios. Esse período de mudanças permitiu que as classes superiores continuamente praticassem atividades de liderança e ampliassem sua influência. É provável que a original hierarquia das elites locais foi substituída por uma estrutura monárquica do poder, onde os palácios eram controlados por reis – uma precondição para a criação de grandes palácios. O sistema social era provavelmente teocrático, sendo o rei de cada palácio o chefe supremo oficial e religioso.

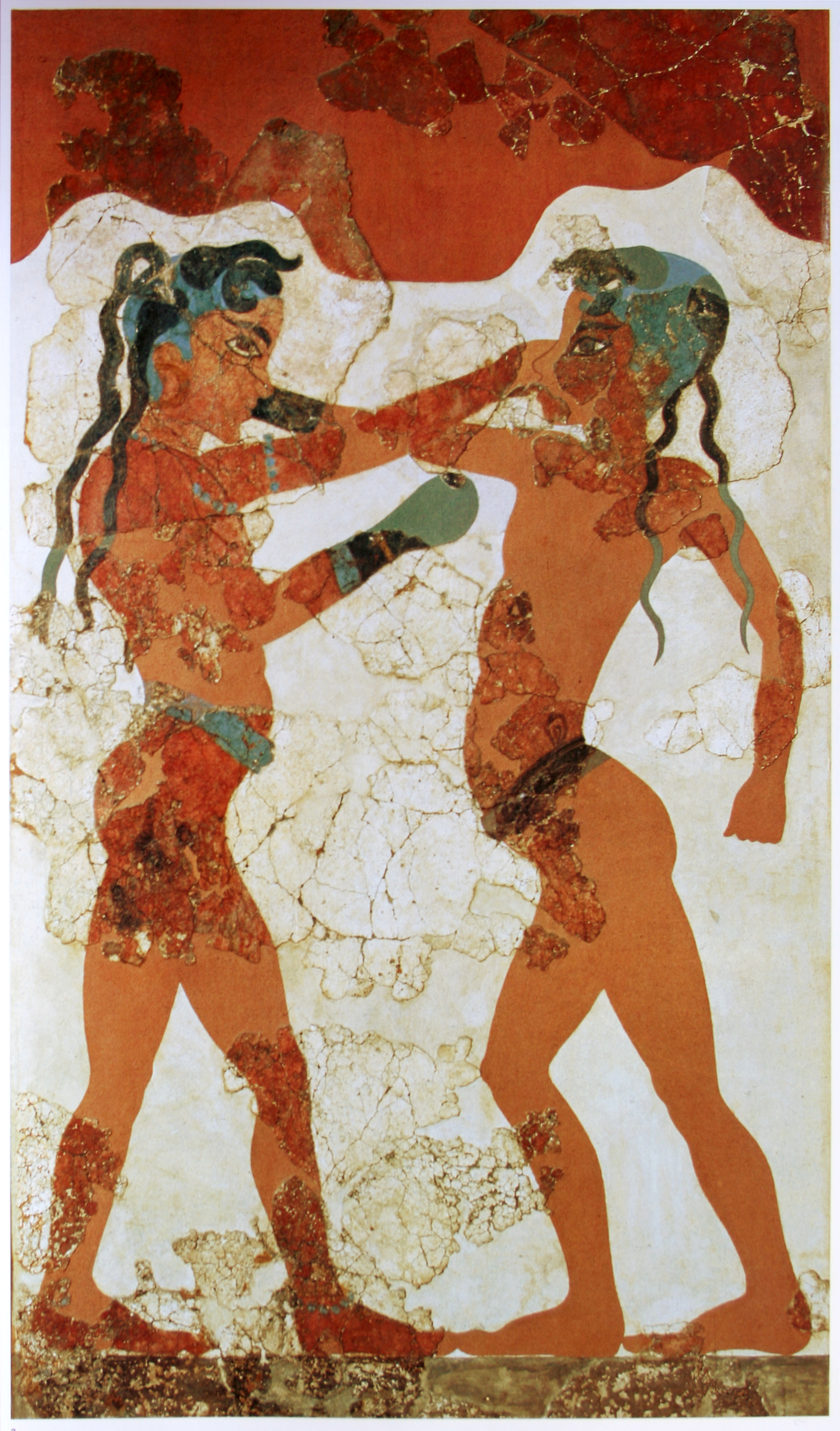
Crianças boxeando em um afresco na ilha de Santorini.

Fontes escritas dos povos do Oriente indicam que o mar Egeu e a Ásia Menor passaram por uma reviravolta causando uma reação cretense. Com o poder concentrado, os minoicos poderiam melhor lutar contra os perigos de fora.
A aparição dos palácios contrasta com o aparente declive das civilizações cicládica e heládica, e surpreende em uma ilha que não havia tido o desenvolvimento artístico das Cíclades, nem a organização econômica de certos lugares do Peloponeso, como Lerna. A localização dos palácios corresponde a grandes cidades que existiram durante o pré-palaciano. Cnossos controlava a região rica do centro-norte de Creta, Festo dominou a área de várzea em Messara, e Mália o centro-leste. Nos últimos anos os arqueólogos falam de territórios bem delimitados ou estados, um fenômeno novo na área grega.
A realização de trabalhos importantes são indícios de que os minoicos tinham uma divisão bem sucedida do trabalho, e tinham uma grande quantidade deles. Escravidão e práticas de trabalho forçado exercidas no Oriente eram, provavelmente, utilizadas em Creta. Finalmente o sistema burocrático e a necessidade de um melhor controle de entrada e saída de mercadorias formaram as bases sólidas para esta civilização.
Com o tempo o poder dos centros orientais começa a eclipsar, sendo estes substituídos pelo ascendente poderio dos centros interioranos e ocidentais. Isto ocorreu, principalmente, por distúrbios políticos na Ásia (invasão cassita na Babilônia, expansão hitita e invasão hicsa no Egito) que enfraqueceram o mercado oriental, motivando um maior contato com a Grécia continental e as Cíclades.
Durante o MMI os túmulos abobados param de ser erigidos na região de Messara.

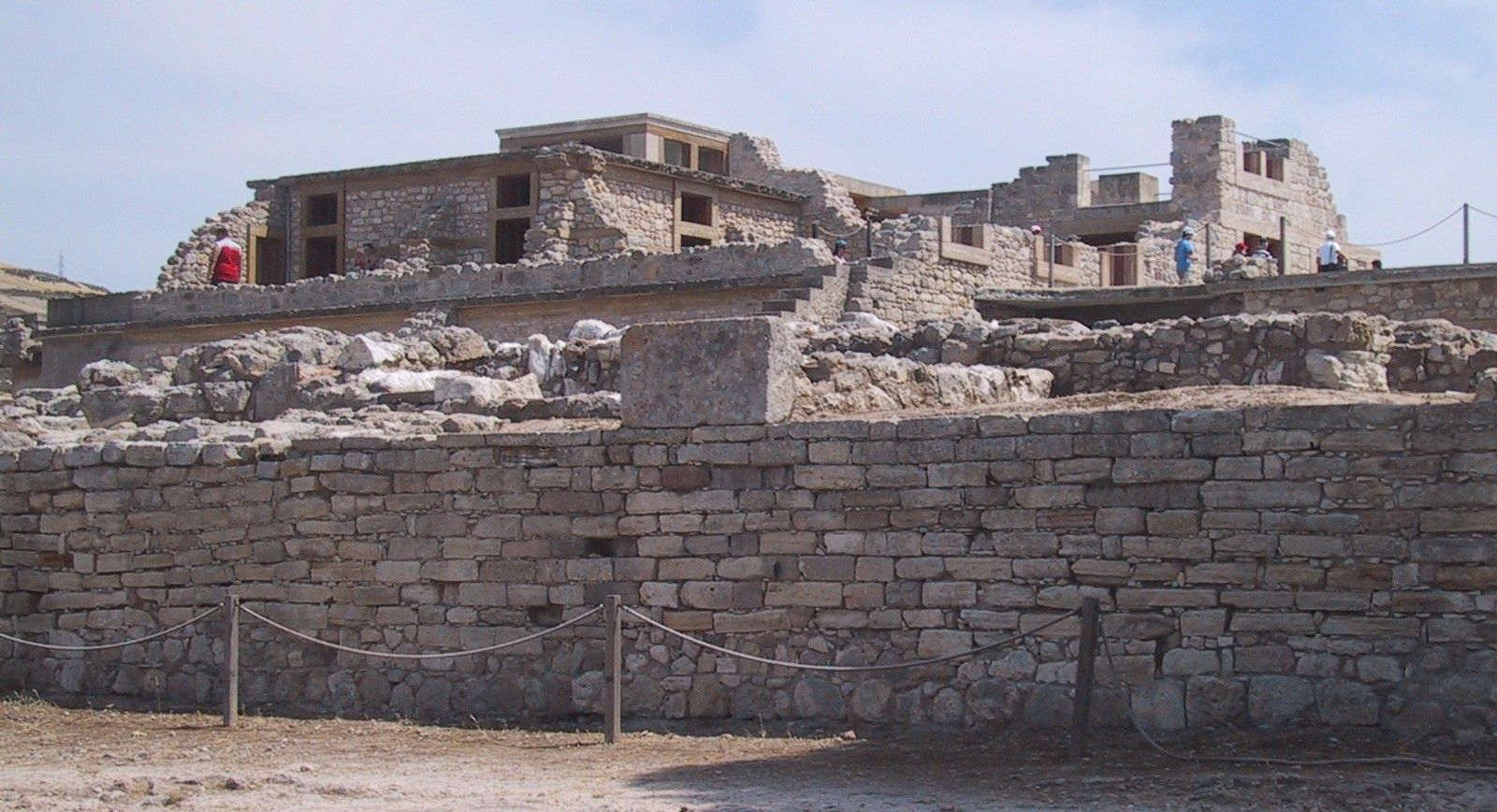
Ruínas do palácio de Cnossos.

No final do período MMII (1750 - 1700 a.C.), houve uma grande perturbação em Creta, provavelmente um terremoto, ou possivelmente uma invasão da Anatólia. A teoria do terremoto é sustentada pela descoberta do templo de Anemospilia pelo arqueólogo Sakelarakis, no qual foram encontrados os corpos de três pessoas (uma delas vítima de um sacrifício humano) que foram surpreendidas pelo desabamento do templo. Outra teoria é que havia um conflito dentro de Creta, e Cnossos saiu vitorioso. Os palácios de Cnossos, Festo, Mália e Zakros foram destruídos. Mas, com o início do período neopalaciano, a população voltou a crescer, os palácios foram reconstruídos em larga escala (no entanto, menores que os anteriores) e novos assentamentos foram construídos por toda a ilha. Este período (séculos XVII e XVI a.C., MM III/neopalaciano) representa o apogeu da Civilização Minoica. Os centros administrativos controlavam extensos territórios, fruto da melhoria e desenvolvimento das comunicações terrestres e marítimas, mediante a construção de estradas e portos, e de navios mercantes que navegavam com produções artísticas e agrícolas, que eram trocadas por matérias-primas.
Durante o neopalaciano, grandes edifícios regionais foram erigidos, no entanto, estes não podem ser considerados palácios, sendo, então, interpretados como grandes moradias rurais.
Entre 1700 a.C. e 1450 a.C., a monarquia de Cnossos deteve a supremacia da ilha. Essa monarquia, apoiada, pela elite mercantil surgida em decorrência do intenso comércio, criou um império comercial marítimo, a talassocracia. Essa elite controlou a ilha ao lado dos reis, que recebiam a alcunha de Minos.

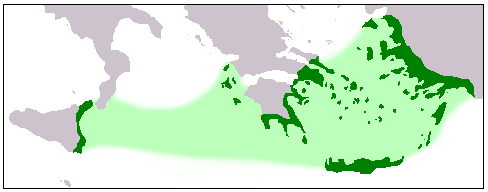
Talassocracia minoica.

Heródoto e Tucídides afirmaram que os cretenses dominaram com sua frota naval todo o mar Egeu, destruíram a pirataria, colonizaram a maior parte das Cíclades, e cobraram tributos e equipamentos dos habitantes das ilhas. A extensão da talassocracia minoica é atestada pela grande quantidade de cidades com nome Minoa encontradas nas ilhas do Egeu, na costa síria, no continente grego e na Sicília. As regiões integradas a talassocracia minoica eram administradas por prepostos. Tucídides menciona que o lendário rei Minos enviou seus filhos para governar as províncias exteriores.
A influência da Civilização Minoica fora de Creta manifesta-se na presença de valiosos itens de artesanato. Cerâmicas típicas minoicas foram encontradas em Milos, Lerna, Égina e Cufonissi. É provável que a casa governante de Micenas estivesse conectada à rede de comércio minoica. Após cerca de 1700 a.C., a cultura material do continente grego alcançou um novo nível, devido a influência minoica. Importações de cerâmicas do Egito, Síria, Biblos e Ugarite demonstram ligações entre Creta e esses países. Os hieróglifos egípcios serviram de modelo para a escrita pictográfica minoica, a partir da qual os famosos sistemas de escrita Linear A e B mais tarde desenvolveram-se.
A erupção do vulcão erupção do vulcão Tera (atual Santorini) foi implacável para o rumo de Creta. A erupção foi datada como tendo ocorrido entre 1639 e 1616 a.C., por meio de datação por radiocarbono; em 1628 a.C. por dendrocronologia; e entre 1530-1500 a.C. pela arqueologia. O leste da ilha foi alcançado por nuvens e chuvas de cinzas. Possivelmente, gases nocivos podem ter escapado do vulcão e intoxicado muitos seres vivos. As nuvens vulcânicas alteraram o clima, além de a erupção ter causado um maremoto. É plausível que Creta tenha recebido um grande número de refugiados vindos das Cíclades, que foram afetados pela erupção. Estes eventos enfraqueceram a estabilidade da ilha o que a deixaram frágil. Em torno de 1550 a.C., um novo abalo sísmico consecutivo as catástrofes do Santorini, destruíram outra vez os palácios minoicos. Mesmo estes desastres não desencorajaram os minoicos: os palácios foram novamente reconstruídos e foram feitos ainda maiores do que os anteriores.
A destruição da ilha de Thera poderia, indiretamente, ter impactado o comércio minoico com o norte.

### Minoano Recente
Em torno de 1450 a.C., a Civilização Minoica experimentou uma reviravolta, devido a uma catástrofe natural, possivelmente um terremoto. Outra erupção do vulcão Thera tem sido associada a esta queda, mas sua datação e implicações permanecem controversas. Vários palácios importantes em locais como Mália, Tílissos, Festo, Hagia Triada bem como os alojamentos de Cnossos foram destruídos. O palácio de Cnossos parece ter permanecido em grande parte intacto. Posteriormente, a ilha foi invadida pelos aqueus da Civilização Micênica.
Os sítios dos palácios minoicos foram ocupados pelos micênicos em torno de 1420 a.C. (1375 a.C. de acordo com outras fontes), que adaptaram o sistema minoico Linear A para as necessidades de sua própria língua micênica, uma forma de grego, que foi escrita em Linear B. Os micênicos geralmente tendem a adaptar-se, e não a destruir, a cultura, religião e arte minoica, e eles continuaram a operar o sistema econômico e burocrático dos minoicos. No entanto, estudiosos como Tulard, argumentam que a ilha durante este período tornou-se, apenas, um apêndice do continente.
Edificações micênicas (túmulos, aldeias, etc.) são encontradas em muitas localidades minoicas. O oeste cretense prosperava graças a sua proximidade com o Peloponeso. O porto de Cnossos continuou mantendo relações comerciais com o Chipre. Possivelmente os minoicos e micênicos acabaram por fundir-se, no entanto, não são evidenciadas novas tendências artísticas na ilha.

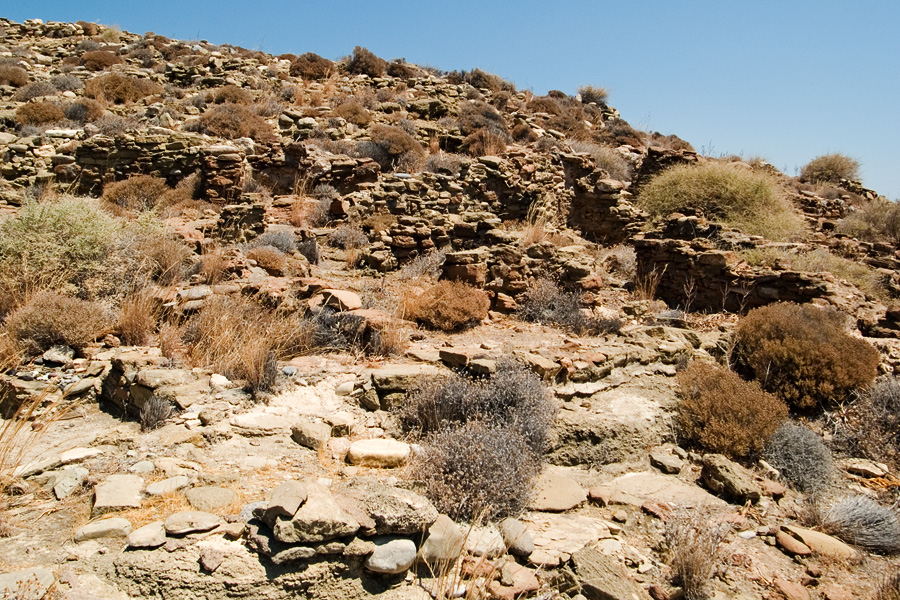
Sítio arqueológico de Fournou Korifi, perto de Mirtos, no sudeste de Creta.

Durante MRIIIA: Amenófis III em Kom el-Hatan tomou nota de k-f-t-w (Kaftor) como uma das "Terras secretas do norte da Ásia". São também mencionadas cidades cretenses tais como Ἀμνισός (Amnisos), Φαιστός (Festo), Κυδωνία (Cidônia) e Kνωσσός (Cnossos) e alguns topônimos reconstruídos como pertencentes as Cíclades e ao continente grego. Se os valores desses nomes egípcios são precisos, então este faraó não privilegia Cnossos de MRIII acima dos outros estados da região.
Após cerca de um século de recuperação parcial, mais cidades e palácios de Creta entraram em declínio no século XIII a.C. (HTIIIB/MRIIIB). Os últimos arquivos em Linear A são datados de MRIIIA (contemporâneo com HTIIIA). Cnossos permaneceu um centro administrativo até 1200 a.C.; o último dos sítios minoicos foi a montanha defensiva de Carfi, um sítio refúgio que exibe vestígios da civilização minoica quase na Idade do Ferro.
Por volta de 1100 a.C. os dórios atingem a ilha e causam destruição e morte. Essa invasão trouxe, entre todas as mudanças, o início do uso do ferro, assim como o surgimento da prática de cremação dos mortos.

## Continente

### Heládico Inferior (I, II e III)

#### Cultura Eutresis
A cultura Eutresis foi a primeira cultura heládica a desenvolver-se no continente. Compreendeu o período de 3100 – 2650 a.C. e produziu sítios na Beócia (Eutresis, Lithares), na Ática (Palaia Kokkinia), na Coríntia (Perachora-Vouliagmeni e Nemeia-Tsoungiza) e na Argólida (Talioti).
A cerâmica característica desta cultura foi amplamente difundida desde o Peloponeso até a Tessália. É possível que as variantes regionais da cultura sejam distintas e, possivelmente, bastante numerosas.
Objetos de pedra, osso e argila (carretéis, fusos espirais e pesos de tear) são medíocres. Metal é extremamente raro. Na cerâmica há preferência pelo vermelho, com ou sem polimento. A cerâmica de utensílios da cozinha era composta por tigelas, frascos e taças de boca larga ou potes.

#### Cultura Korakou
A cultura Korakou é amplamente distribuída em todo o Peloponeso, Ática, Eubeia, Beócia, Fócida, Lócrida, e ilha de Lêucade e desenvolveu-se entre 2650 – 2200/2150 a.C.. A cerâmica típica da cultura Korakou é encontrada na Tessália, em Creta e nas Cíclades. Muitos assentamentos desta cultura, especialmente na Argólida, foram destruídos e incendiados antes de serem abandonadas ou retomadas pelos portadores da cultura Tirinto; Eutresis na Beócia e Colona na Egina são ditas como áreas de transição pacífica para a cultura Tirinto.
Muitos sítios da cultura Korakou continuaram a ser ocupados durante o período seguinte, no entanto, umas grandes quantidades, possivelmente aldeias de pescadores ou fazendas isoladas, foram progressivamente abandonadas, sendo repovoadas apenas durante o período da Civilização Micênica. O tamanho dos sítios levou a estudiosos acreditarem que havia certa hierarquia social.
As aldeias eram compostas por edifícios retangulares com telhados planificados e alguns fornos fixos. Nas aldeias havia edifícios públicos e, especialmente os sítios costeiros, possuíam fortificações. Estes edifícios eram retangulares e de dois andares, caracterizados por uma série linear de quartos quadrados, salas retangulares no centro e corredores laterais que serviam como escadas. Estes edifícios eram cobertos por telhas geralmente de terracota, no entanto, também foi evidenciada a mistura de xisto com terracota.
Dentro da cultura Korakou, houve grande divergência quanto as práticas funerárias, não havendo um estilo padrão. Entre os principais estão:
- Sepultamentos em covas unitárias dentro do assentamento (Ayios Stephanos, Lacônia);[68]
- Cemitérios extramuros de cistas contendo sepultamentos múltiplos (Agios Cosmas e cemitério Tsepi em Maratona, Ática);[68]
- Enterros individuais em pitos, cistas ou poços, todos levantados por plataformas circulares que apoiaram montes cobertos com uma camada de pedra.[68] Todos estão localizados fora do assentamento. Há evidências de cremações em alguns túmulos.[68] Os pitos e cistas construídos de alvenaria eram os túmulos primários e possuíam grande quantidade de bens de túmulos.[68] As cistas de pedra eram secundárias (Lêucade);[68]
- Enterros múltiplos em pequenas câmaras de rochas com abertura vertical (Corinto, Coríntia);[68]
- Enterros múltiplos em tumbas escavadas em câmaras na rocha constituindo um cemitério extramuros (Zygouries, Coríntia);[68]
- Uma série de cemitérios extramuros compostos por tumbas escavadas em câmaras nas rochas utilizadas para inumações múltiplas.[68] As câmaras de pequenas tumbas são circulares ou trapezoidais com telhados inclinados para baixo.[68] As câmaras são abordadas por eixos verticais curtos ou inclinações abruptas.[68] A entrada das câmaras são seladas por lajes de pedra.[68] Os ossos dos mortos possuem cortes, possivelmente provocados durante o corte dos tendões, para facilitar a flexão do cadáver após o rigor mortis (Manika, Eubeia).[68]

A cerâmica korakou é dividida em três classes distintas. Pires, tigelas com jantes em forma de T, grandes mergulhadores com alças aneladas, colheres pequenas, molheira, jarros de bico e ascos são alguns dos produtos manufaturados e se dividem em duas classes. A mais comum é a conhecida Urfirnis do Heládico Inferior (tal alcunha é utilizada para diferenciar o Urfirnis do neolítico). Esta cerâmica é normalmente revestida com uma pintura variando do preto, passando por marrom a vermelho e era frequentemente molhada em uma variedade dessas cores mais escuras. Grandes bacias, frascos de água e numerosas formas menores foram parcialmente pintadas ou tem uma banda simples na borda. Raramente, os vasos são decorados com verdadeiros padrões Urfirnis escuros sobre um fundo de argila clara. A segunda classe é a chamada Cerâmica Amarelo-Mosqueada ou Cerâmica Marfim, que é semelhante a Cerâmica Urfirnis, no entanto, é revestida com um pedaço de cor clara, ao invés de um escuro e geralmente é polido. As cores desta cerâmica variam muito, e incluem amarelo, rosa e cinza-azulado. A maioria das formas fechadas, incluindo hydrias ou jarros de água, é feita em uma superfície pálida, tecidos grosseiramente e normalmente são deixados sem pintura. A terceira classe é composta por rudes cerâmicas de cozinha de superfície escura e não polidas. É composta principalmente por bacias profundas com jantes inclinadas que muitas vezes apresentam uma decoração de plástico e impressões na forma de bandas ou terminais logo abaixo da borda.
Em argila, pitos e fornos de fundição são muitas vezes decoradas com desenhos feitos por materiais cilíndricos. Figuras de animais feitas de barro são bastante comuns (vacas, touros, ovelhas, etc) e, em alguns casos apresentam intencionalmente a barriga cortada, provavelmente indicativo da prática de açougue e possivelmente até mesmo do processo de sacrifício. Diversos selos foram identificados nos sítios da cultura e eram feitos de pedra, terracota e, um único exemplar, de chumbo. Fusos espirais e pesos de tear são comuns. Algumas "âncoras" de terracota aparecem nesse período.
A obsidiana é a matéria-prima principal para confecção de produtos de pedra. Vasos de pedra e estatuetas semelhantes a das Cíclades foram identificados na Ática e Eubeia. Pilões de pedra e moinhos são comuns, assim como contas e pingentes de vários tipos. Machados de pedra (chamados celtas) também são comuns. De osso, pequenas ferramentas de vários tipos são bastante comuns: alfinetes, furadores, agulhas, anzóis, e tubos pequenos para conter pigmentos. Punhais e pinças de cobre/bronze são comuns, este último particularmente nas sepulturas. Há certa quantidade de jóias de ouro em túmulos. Molheiras de ouro e taças de prata são conhecidas da Eubeia.
As estatuetas mais comuns são três animais tridimensionais em terracota, figuras de ovelhas e gado (só a cabeça, pescoço, e ocasionalmente os ombros). A existência de figuras mais complexas é sugerida por fragmentos de bois de Tsoungiza, o que também é a primeira evidência, no continente grego, para o uso de animais de tração ou arado. Figuras humanas são feitas em terracota e mármore. A representação pictórica na cerâmica geralmente toma forma de insetos (especialmente aranhas). Também foi identificada uma cena de um quadrúpede amamentando seus filhotes.

#### Cultura Lefkandi I
A cultura Lefkandi desenvolveu-se entre 2450/2400 – 2200/2150. A distribuição da cerâmica da cultura Lefkandi I no continente ocorreu na Tessália, Eubeia, Ática Oriental, Beócia, e Égina. Os tipos de cerâmica pertencentes a esta cultura varia enormemente de local para local.
O único local escavado que possui túmulos atribuídos a esta cultura são de Manika na Eubeia. O método de sepultamento é idêntico ao praticado durante a cultura Korakou.
A cerâmica da cultura Lefkandi I é caracterizada por distintivas formas em vermelho ou preto polido, claramente derivado de protótipos da Anatólia. As formas favoritas incluem pratos, tigelas com jantes encurvadas, canecas com um cabo, copos com dois cabos, raras jarras de bico de pixides esféricos incisos. Na Beócia ainda foram encontradas outras formas como a caneca pétala de aro (ou boca dobrada), a tigela Bass (tigela com alça em forma de ombro com lábio invertido) e o Trompettenkanne (jarro de boca redonda e perfil angular do corpo).
A cultura Lefkandi I é considerada por muitos autores como a antecessora e progenitora da cultura Tirinto.

#### Cultura Tirinto
A distribuição total da cultura Tirinto, assim, inclui: Argólida, Acaia, Arcádia, Elis (a norte do Peloponeso), Beócia, Fócida, Lócrida, Eubeia (ao sul da Tessália) e as ilhas jônicas (Ítaca e possivelmente Lêucade). Desenvolveu-se entre 2200/2150 - 2050/2000 a.C.
A cultura Tirinto parece ser o resultado de um processo de "fusão cultural" entre as culturas Korakou e Lefkandi I, uma vez que, parece ter sido alcançada através da violência (por exemplo, sítios na Argólida), mas que decorreu de forma pacífica em outros lugares (por exemplo, sítios da Grécia central).
A cerâmica da cultura Tirinto é divida em duas classes de padrões de cerâmica pintada: Cerâmica Decorada: ornamentos são geométricos e quase exclusivamente retilíneos, apresentando uma preferência por traços finos, traços cruzados, e motivos de franjas, especialmente triângulos; Cerâmica de Agia Marina: ornamentos e formas são similares e, ao mesmo tempo, um pouco diferente, das características da Cerâmica Decorada. A tinta escura de ambas as cerâmicas é moderadamente brilhante e parece ser descendente da pintura Urfirnis. As formas principais eram canecas de duas alças, copos com alça manejada, tigelas Bass (alças manipuladas), grandes potes e ascos. Jarros e píxides esféricos e pescoço cilíndrico são peculiares da Cerâmica Decorada, assim como os copos cilíndricos distintivos conhecidos como copos ouzo, que geralmente são decorados apenas com bandas ao invés de padrões geométricos.
As formas menores (xícaras, tigelas Bass e canecas) são posteriormente polidas, na medida em que as formas maiores (grandes bacias, potes de água, jarros e ascos) não são e a pintura destas levou-as a receberem a classificação de Cerâmica Besuntada. Outra classe distinta consiste em finos vasos cinza polidos, quase invariavelmente cântaros, tigelas Bass e canecas. Esta cerâmica foi produzida em rodas, na medida em que quase todo o resto da cerâmica desse período é artesanal. A cerâmica de cozinha do período é distinta, muitas vezes sendo decorada com projeções de botões na aba ou no ponto do corpo com máximo diâmetro. Estas características formaram para este tipo de cerâmica a alcunha de Cerâmica Saliente.
O sítio com melhor preservação da arquitetura desta cultura é o sítio de Lerna. As casas de Lerna são apsidais, mas, ocasionalmente retangulares. Geralmente são unidades de dois ou três quartos com ruelas estreitas correndo entre eles, com uma entrada axial localizada no lado mais curto e, normalmente, com um alpendre raso em frente a esta entrada. Os mais antigos edifícios de Lerna IV são grosseiramente construídos de pau a pique colocado sobre um quadro de madeira, mas depois estas casas foram construídas de tijolos sobre um pedestal de escombros de pedra. Em alguns lugares, até sete níveis de construção são estratificados, um sobre o outro dentro de Lerna. Estes edifícios, embora ocasionalmente muito grandes (12 x 7 metros), geralmente são frágeis e devem ter tido uma curta vida útil. Há um grande número de bothroi (tanques rituais de forma circular ou retangular), a maioria deles, evidentemente, servindo como valas de lixo, apesar de muitos poderem ter sido utilizados para fins de armazenamento. As cidades V e VI em Kolonna foram os únicos sítios fortificados da cultura Tirinto.
Em Lerna, nove sepultamentos infantis foram encontrados dentro do assentamento (sete em covas simples, um em uma jarra, e um em que pode ter sido uma cista mal construída). Não houve bens em nenhum dos túmulos. Os adultos devem ter sido enterrados em cemitérios murados, no entanto, não há evidências de inumações de pessoas adultas. Em Olímpia, três crianças foram encontradas individualmente enterradas em pitos com a tampa de seus túmulos constituída por lajes de pedra. Esses túmulos foram localizados dentro do assentamento, e dois destes possuíam potes como bens.
As ferramentas de pedra distintivas do período incluem machados-martelo furados e as chamadas "setas-endireitadas" Ferramentas de pedra eram utilizadas na fabricação de instrumentos de osso, que são mais comuns. Em Lerna a importação de lâminas de sílex, assim como de obsidiana para manufatura de ferramentas declinou acentuadamente o que fez com que Lerna se tornasse mais auto-suficiente. Isso pode ser evidência de um gradual declínio do comércio de pedras ou então uma parada repentina.
Um punhal, um prego e um alfinete de metal e um molde de pedra para um punhal vêm de Lerna IV. Um tesouro composto por um machado martelo, dois machados planos, dois cinzéis e dois furadores vem de Tebas, enquanto que uma faca é conhecida a partir de Eutresis. Da cidade IV em Colona foi encontrado um forno complexamente construído, possivelmente utilizado para fundição de minérios para a obtenção de cobre ou para processamento de sucata. Na Ática há evidências de práticas mineradoras. Em Lerna novos tipos de estatuetas de formato cônico e "âncoras" foram encontrados.

### Heládico Médio
Este período, segundo a tradição, é caracterizado por periódicas invasões de indo-europeus, os helênicos, na Hélade. O período inicia-se com a invasão aqueia em 2000 a.C., sendo esta invasão seguida, pela dos jônicos e eólicos em 1700 a.C. Este período também é conhecido como o início do período pré-homérico (2000-1200 a.C.).

#### Arquitetura
Os assentamentos do heládico médio são localizados no topo de colinas rochosas ou elevações e estes possuem uma densidade relativamente mais baixa do que os do período anterior. Os assentamentos estão em grande maioria no Peloponeso e na Grécia Central até o curso do vale do rio Spercheios.
Os assentamentos no geral possuem fortificações e são compostos por megarons retangulares ou apsidais independentes, formados por dois ou três quartos separados. As construções são de tijolos sobre um pedestal de pedra baixo. A entrada das casas está geralmente localizada axialmente em um dos lados menores.

#### Cerâmica
É comum a exportação da cerâmica da cultura do heládico médio para a Tessália, Macedônia Ocidental, Cíclades, Creta e para a Anatólia (Troia).

##### Cerâmica mínia
O termo "mínia" refere-se a um conjunto de cerâmicas monocromáticas polidas. Esta cerâmica fabricada com argilas moderada ou extremamente fina pode possuir cor cinza, preta, vermelha, amarela e variedades. As formas comuns são formas abertas, especialmente taças e cântaros. Pedestais altos com nervuras são característicos de alguns tipos da cerâmica mínia, no entanto, no final do heládico médio, os pedestais tornaram-se menores e perderam as nervuras em detrimento do surgimento de anéis incisos. A decoração da cerâmica normalmente assume ranhuras no ombro superior de taças e cântaros, semicírculos incisos paralelos e círculos concêntricos carimbados. A cerâmica mínia amarela é comumente, por causa de sua cor, decorada com cor fosca.

##### Cerâmica pintada fosca
O termo "pintada fosca" descreve a falta de luz na tinta usada para produzir padrões chiaroscuro em uma variedade de cerâmicas que diferem consideravelmente em termos de superfície, composições e até mesmo cores. Ocasionalmente, uma pintura fosca clara é aplicada sobre uma camada fosca escura para produzir o padrão. Este tipo de decoração foi amplamente aplicado em jarros, potes, copos e taças. Vasos grandes possuem uma superfície mais grossa do que os menores, pois estes precisam de mais material para a têmpera para poderem servir como aglutinantes de argila. No geral, os padrões decorativos são retilíneos, no entanto, a influência externa causou a introdução de padrões curvilíneos, incluindo alguns que são naturalistas.

##### Cerâmica de cozinhar
Os utensílios mais característicos deste tipo de cerâmica são frascos de boca larga e vasilhas profundas com uma única alça vertical alta surgida a partir da jante. Eram decorados com ornamentos grosseiramente incisos.

##### Cerâmica importada
Desde o início do heládico médio foram encontradas na costa do Peloponeso vasos de cerâmica, comumente conhecidos como parte da Cerâmica Lustrosa. Esta cerâmica é decorada com uma camada uniforme ou com padrões chiaroscuro com uma tinta brilhante à base de ferro que variou do preto, passando de marrom a vermelho. Frequentemente ao longo de uma camada uniforme escura são adicionadas faixas ou padrões em branco ou roxo fosco, ou ambos. A grande maioria dos objetos desta cerâmica é produzida em dois tipos de texturas, uma fina e uma meio grosseira. As formas desta cerâmica geralmente são imitações de cerâmicas minoicas com pintura policromada e técnica chiaroscuro. No entanto, é importante lembrar que algumas das peças encontradas são genuinamente minoicas.
O segundo maior grupo de cerâmicas importadas é o chamado Cerâmica Aeginetana. Esta cerâmica recebe este nome em decorrência do local de sua produção, a ilha vulcânica de Egina. Esta cerâmica é caracterizada por formas com temperamento mineral distintivo, incluindo plaquetas de mica cor de ouro (provavelmente biotita). Nela existem três classes bastante distintas: tigelas e taças vermelhas escorregadas e polidas; panelas grossas ou meio grossas com ou sem alças, e uma grande variedade de cerâmica de mesa com pintura fosca (pratos, jarros, cântaros, etc.) e recipientes de armazenamento (frascos barril, frasco de pescoço estreito, hídrias, ânforas, etc.). Além da similaridade da textura, estes vasos têm em comum o emprego extensivo de "marcar de oleiro", geralmente sob a forma de sinais incisos ou impressos sobre ou perto da base, mas algumas panelas.

#### Utensílios
Chert parece ser ter sido mais usada do que a obsidiana lascada para ferramentas. As formas típicas são flechas em forma de folha e foices dentadas (denticuladas). Ferramentas de pedra polida incluem martelos-machado com buraco no eixo, cabeças de clavas, e pilões e amoladores de vários tipos. Amoladores de arenito são bastante comuns, assim como são os discos circulares de xisto com perfuração central, que poderiam ter sido usados na preparação e padronização da espessura do junco para cestaria.
Instrumentos feitos de osso incluem furadores, perfuradores, puxadores ou pinos com cabeça entalhada, trabalhadas presas de javali, e chifres para celtas, picaretas e martelos.
Cobre e bronze ocorrem na forma de facas, cinzéis, machados planos, punhais, pontas de lanças, pinças, brincos, bobinas de cabelo, pulseiras, broches, anéis e colares. Ouro, prata e eletro são raros e ocorrem apenas como joias. Grampos de chumbo são usados para consertar panelas.
Carretéis e fusos espirais de terracota são bastante comuns, sendo o último decorado com incisões. Não há estatuetas deste material.

#### Costumes funerários
Enterros extramurais são típicos dos assentamentos. Os cemitérios são compostos por cistas e covas. Um tipo especial de cemitérios extramurais são os compostos por túmulos. Bens nos túmulos são raros, no entanto, ao longo do período, aumentam em número concomitantemente com o aumento dos túmulos individuais. Estes são sinais de aumento do poder econômico da sociedade. Há enterros múltiplos, mesmo que raros.

## Minoano recente
Por volta de 1225 a.C., os aqueus atingiram Troia, na Ásia Menor. Esse acontecimento é narrado de forma fantástica na Ilíada e na Odisseia, obras célebres atribuídas a Homero. A guerra de Troia também está associada ao nascimento de Roma, como narrou Virgílio em sua obra Eneida.
Por volta de 1200 a.C., os dórios, último grupo ariano que ainda invadiria os Bálcãs, geraram uma convulsão em toda Grécia, chegando inclusive a causar perturbações no Egito, que se encontrava sob o reinado de Merneptá (1 235−1 224 a.C.). O fim do minoano recente assinala também o fim do Período pré-homérico.